# Rai Libri
Rai Libri, in precedenza Rai Eri, Nuova ERI ed ERI (acronimo di Edizioni Radio Italiana), è il marchio con cui la Rai svolge la sua attività editoriale in ambito librario. Il direttore editoriale è il giornalista Roberto Genovesi.

## Storia

### Edizioni Radio Italiana
La prima attività editoriale storica della antesignana della Rai, la URI (Unione Radiofonica Italiana), era stata la pubblicazione nel gennaio 1925 di Radio Orario, settimanale che riportava i programmi radio della stazione italiana e di quelle europee. Radio Orario sarebbe poi diventato nel 1930 Radiocorriere e nel 1954 Radiocorriere TV.
Lo sviluppo seguente era stata la nascita della Edizioni Radio Italiana (ERI) come società a Torino il 15 settembre 1949 con capitale interamente Rai per unire e valorizzare le attività editoriali dell'emittente pubblica cresciute intorno al "Radiocorriere". Il 31 luglio 1954 il capitale è ripartito tra la Rai (30%) e l'IRI (30%).
La ERI negli anni '50 e '60 pubblica la collana Classe Unica (in formato tascabile) e le riviste L'Approdo letterario e L'Approdo Musicale, derivate dagli omonimi programmi culturali radiofonici.
Nel 1969 la ERI pubblica la prima edizione del Dizionario d'ortografia e di pronunzia.

### Gli anni ottanta e la Nuova ERI
La ERI è stata anche la casa editrice dello storico settimanale di informazione televisiva e radiofonica Radiocorriere TV (che prima di avviarsi a un trend negativo che l'ha portato alla chiusura aveva raggiunto, negli anni '80, con la direzione di Aldo Falivena, un tetto di vendite di 700 000 copie).
Negli anni '80 la Eri pubblica le riviste mensili Moda (1983, per lungo tempo leader del segmento femminile) e King (1987, il corrispettivo al maschile di Moda, della cui redazione facevano parte tra gli altri Ivano Casamonti, Carlo Bassi, Chantal Jannuzzi, Paola Annicchiarico, Laura Longo, Walter Gatti), ormai cessate, che hanno avuto come primo direttore il giornalista Vittorio Corona (sostituito poi da Willy Molco) e che venivano realizzate a Milano. King e Moda rappresentano un innovativo sviluppo della formula del magazine, sia per quanto riguarda il linguaggio verbale e la grafica, e sia per i contenuti volutamente ossimorici con la testata, mantenendo uno sguardo ironicamente in controtendenza nei confronti del successo e dei valori del jet-system.
Il 23 luglio 1987 la società viene rinominata Nuova Eri Edizioni Rai-Radiotelevisione Italiana S.p.A..

### Gli anni novanta e Rai Eri
Dagli anni '90 sviluppa la propria attività editoriale collegandola strettamente alla produzione radiofonica e televisiva. L'azienda pubblica ha tra le sue opere i libri dei protagonisti delle trasmissioni Rai e reportage giornalistici che suscitavano vasta attenzione nel pubblico (tra cui i saggi di Enzo Biagi, Bruno Vespa, Sergio Zavoli, Piero Angela e i più recenti di Antonio Caprarica) insieme con altre case editrici come Mondadori e Rizzoli.
Dopo il periodo della direzione di Alberto Luna, arriva la crisi della fine degli anni '80. Nel 1995 la Nuova ERI chiude i battenti. Nel 1996 la Rai inizia a pubblicare direttamente con il marchio "Rai Eri". Protagonista della "rifondazione" e del rilancio definitivo (con lo slogan "la Rai da leggere") è il direttore Giuseppe Marchetti Tricamo, cresciuto professionalmente all'interno dell'azienda, che ridisegna Rai Eri nei contenuti, nell'immagine, nella grafica (con il supporto dell'art director Franco De Vecchis), rendendola protagonista del mercato editoriale. Il 27 novembre 2000 Rai Eri - durante la direzione di Marchetti - riceve a Milano da un gruppo di intellettuali (tra i quali Umberto Eco) e rappresentanti dell'industria editoriale il Premio Cenacolo per l'innovazione nell'editoria.

### Rai Libri
Dal 15 ottobre 2018 Rai Eri cambiò nome in Rai Libri.
Dal 14 marzo 2022, il direttore editoriale è Marco Frittella.
Dal 1º agosto 2023, il direttore editoriale è Roberto Genovesi.

## Pubblicazioni
Oggi Rai Libri continua a editare Elettronica e telecomunicazioni, Nuova rivista musicale italiana e Nuova civiltà delle macchine e lo storico DOP - Dizionario di ortografia e pronunzia.
Uno dei principali obiettivi di Rai Libri è quello di apportare un contributo allo studio della comunicazione e dei media e anche di documentare l'attività del servizio pubblico radiotelevisivo. Tra le opere edite troviamo RicordeRai, un libro-documentario la cui seconda edizione è stata pubblicata nel 2004 in collaborazione con Rai Teche, che celebra i cinquant'anni della tv e gli ottanta della radio (il volume è firmato da Barbara Scaramucci e Claudio Ferretti e ha in allegato un DVD).
Tra le collane:
- Centominuti
- Comunicazione/Sgrt - Scuola di giornalismo radiotelevisivo
- La squadra (basata sull'omonima fiction)
- Libri e video
- Testimoni
- VQPT - Verifica qualitativa programmi trasmessi
- Zapping
- Zone – Collana di studi e ricerche sui media

## Loghi

15 ottobre 2000 - 18 maggio 2010
18 maggio 2010 - 16 gennaio 2018
16 gennaio - 15 ottobre 2018
In uso dal 15 ottobre 2018